# Stars (banda)
Stars é uma banda canadense de indie rock, formada em Toronto pelo vocalista Torquil Campbell e pelo tecladista Chris Seligman. Mudaram-se para Nova Iorque e, em seguida, para Montreal. Juntam-se a eles a cantora e guitarrista Amy Millan, o baixista Evan Cranley e o baterista Pat McGee.

## História
Todos os membros da banda sã membros da banda indie Broken Social Scene, com quem eles foram contratados pela gravadora, Arts & Crafts. Campbell é um ator que apareceu no seriados de TV Sex and the City e Law & Order.  Millan lançou dois álbuns solo, Honey from the Tombs em 2006 e Masters of the Burial em 2009.
No seu site, a banda noticiou que seu nome foi escolhido com conhecimento prévio do projeto paralelo feito por Syd Barrett. Eles citaram uma variedade de gostos musicais e influências que vão de Berlioz a Outkast, citando outros como Barrett, Paddy McAloon, New Order, The Smiths, Brian Wilson, Momus, e Broken Social Scene. Eles fizeram cover do The Smiths' "This Charming Man" em 2001 no álbum Nightsongs e "The Pogues" no "Fairytale of New York" em 2005. Outros artistas indies fizeram colaborações em algumas de suas músicas, especialmente no período de lançamento do seu primeiro álbum.
Seu álbum, In Our Bedroom After the War teve suas músicas antecipadamente lançadas na internet entre o final da mixagem e seu lançamento oficial que ocorreu dois meses depois, tendo seu lançamento digital em 10 de Julho de 2007. O lançamento incluia um DVD bônus.
Em 1 de Setembro de 2008, a banda lançou o EP Sad Robots exclusivamente em sua loja online e na turnê. O EP estava disponível em fomato físico ou digital.
Em 20 de Outubro de 2008, eles abriram um show para a banda Coldplay em Ottawa, Ontario fazendo parte da turnê Viva la Vida..
Seu single, "Celebration Guns", é o título da música para o seriado de TV ZOS: Zone of Separation e foi disponibilizado de graça como parte da colaboração com Moms Against Climate Change.
Stars fez cover do The Smiths, "Asleep" para o CD de caridade "Sing Me To Sleep - Indie Lullabies". O CD foi lançado mundialmente em 18 de Maio de 2010.
Em 9 de Março de 2010, Pitchfork Media noticiou que a banda iria lançar seu quinto álbum de estúdio, The Five Ghosts, em 22 de Junho de 2010.  No Canadá, o álbum foi lançado pela Soft Revolution, a nova gravadora da banda. E foi distribuida mundialmente via Vagrant Records.

## Influências musicais
A música de Stars doi descrita como "linda, contagiante indie pop", caracterizado pela grande instrumentação, rápida produção e mixagem, letras e pelo leve voz. O estilo da banda está envolvido com um som electro-pop como pode ser ouvido no álbum Nightsongs (lançado pela gravadora Le Grand Magistery) para um rock mais instrumental como no seu terceiro álbum, refletindo na permanente entrada da vocalista-guitarrista Amy Millan e baixista Evan Cranley em Heart (lançado pela Paper Bag Records), e eventualmente o baterista Pat McGee em Set Yourself on Fire.

## Discografia

### Álbuns de estúdio
- Nightsongs (2001)
- Heart (2003)
- Set Yourself on Fire (2004)
- In Our Bedroom After the War (2007)
- The Five Ghosts (2010)
- The North (2012)

### EPs
- A Lot of Little Lies For the Sake of One Big Truth (2001)
- The Comeback (2001)
- Dead Child Stars (2002)
- Sad Robots (2008)
- The Séance (2010)

### Singles
- "The Stars Are Out Tonight" (2001)
- "My Radio" (2003)
- "Elevator Love Letter" (2003)
- "Petite Mort" (2004)
- "Ageless Beauty" (2005)
- "Your Ex-Lover Is Dead" (2005)
- "Reunion" (2005)
- "It's Alchemy!" (2005)
- "Take Me to the Riot" (2007)
- "Fairytale of New York" (2009)
- "Fixed" (2010)
- "We Don't Want Your Body" (2010)
- "Changes" (2011)